# نزار ريان
نزار عبد القادر محمد ريان العسقلاني  (6 مارس 1959 - 1 يناير 2009 في جباليا بالقرب من غزة)، داعية إسلامي، وسياسي، وعسكري، وشهيد، ومجاهد، وقائد سياسي وعسكري في حركة حماس ، محدّث، أستاذ جامعي في علم الحديث، وأستاذ شريعة بكلية أصول الدين بالجامعة الإسلامية بغزة.

## نشأته وتعليمه[2]
- ولد في مخيم جباليا وتعود أصول أسرته إلى قرية نعليا إحدى قرى مدينة المجدل عسقلان.
- تلقى تعليمه الأكاديمي في السعودية والأردن والسودان، حيث حصل على شهادة البكالوريوس في أصول الدين من جامعة الإمام محمد بن سعود الإسلامية بالرياض عام 1982، ثم حصل على شهادة الماجستير من كلية الشريعة بالجامعة الأردنية بعمّان عام 1990 بتقدير ممتاز، وبعد ذلك نال شهادة الدكتوراه في الحديث الشريف من جامعة القرآن الكريم بالسودان عام 1994.[4]
- عمل أستاذاً في علم الحديث بكلية أصول الدين في الجامعة الإسلامية بغزة، ودرس من عدة من مشايخ الجهاد أمثال عبد الله عزام وسعيد الحوا ووليد العمودي وأحمد ياسين.
- سبق له أن عمل خطيباً وإماماً لمسجد الخلفاء الراشدين في مخيم جباليا خلال ثمانينات وتسعينات القرن العشرين.

### أسرته
هو متزوج من أربع سيدات ولديه ستة أولاد ذكور وست بنات وحفيدان،وقد استشهد ابنه الثاني إبراهيم في عملية فدائية أثناء اقتحامه لمستوطنة ايلي سيناي شمال القطاع عام 2001، بينما استشهد أخوه الأصغر واثنان من أولاد أخيه في محرقة غزة، فيما أصيب ابنه البكر بلال وبترت قدمه أثناء مقاومة لاجتياح شمال قطاع غزة.

## نشاطه العسكري والسياسي
- اشترك في العمل العسكري في مع كتائب القسام.[5]
- شكل مع مجموعة من قيادات حماس حزب الخلاص الإسلامي في بداية عهد السلطة، وشارك قيادة حركة حماس في مفاوضات مع الفصائل وخارجها كما شارك في القيادة السياسية لحماس. كما شغر عضوية المكتب السياسي في حركة حماس لعدة دورات متتالية حتى استقالته من عضوية المكتب السياسي في عام 2008 وذلك للتفرغ للبحث العلمي.
- قاد خلال سنوات ما بعد الانسحاب الإسرائيلي من قطاع غزة حملة شعبية منظمة هدفت إلى منع استهداف المنازل الفلسطينية بالصواريخ عبر تشكيل دروع بشرية، وكان يصعد مع مئات المواطنين إلى أسطح البنايات مرددين التكبيرات في تحد واضح للاعتداءات الإسرائيلية.[6]
- كان إمام مسجد الشهداء في مخيم جباليا ، واتهم بإدارة عمليات استشهادية [7]، وقد أرسل إبنه إبراهيم لتنفيذ إحدى تلك العمليات عام 2001 في مستوطنة إيلي سيناي وقد قتل 6 جنود إسرائيليين.[2][8] واستشهد أخوه الأصغر واثنان من أولاد أخيه في محرقة غزة، وأصيب ابنه بلال وبترت قدمه[9] كما إنه يعتبر العقل المدبر والممول لعملية ميناء أشدود.[بحاجة لمصدر]

## اغتياله
اغتيل في أثناء الحرب الإسرائيلية على غزة 2008/9 في قصف جوي صهيوني على منزله في مخيم جباليا مع زوجاته الأربعة وإحدى عشر من أبنائه وبناته تتراوح أعمارهم ما بين العامين والإثني عشر عاماً،